# Precis frobeniusi
Precis frobeniusi är en fjärilsart som beskrevs av Embrik Strand 1909. Precis frobeniusi ingår i släktet Precis och familjen praktfjärilar. IUCN kategoriserar arten globalt som livskraftig. Inga underarter finns listade i Catalogue of Life.